# 前田つばさ
前田 つばさ（まえだ つばさ、1973年8月19日  - ）は、日本の女優。埼玉県蕨市出身。

## 来歴
第18回ホリプロタレントスカウトキャラバンにて演技賞を受賞した。この時のグランプリは木下菜緒子。
後にホリプロからQueen's Ave.αに所属事務所を移籍しているが、2011年時点で同事務所のホームページに前田の名前はない。
現在は、BLOSSOM ENTERTAINMENTに所属している。

## 人物

### 趣味
ダンス、妄想キャスティング

### 特技
ビーズアート、バレエ、シアタージャズ、着付

## 出演

### テレビドラマ
- 超常怪奇スペシャル 矢追純一の異次元ワールド「噂の委員会」（1993年12月24日、日本テレビ）主演
- 火曜サスペンス劇場『安芸奥の細道殺人事件』（1993年、日本テレビ）
- アリよさらば（1994年、TBS）
- はみだし刑事情熱系 第1シリーズ 第18話「殺しの罠 父娘の絆」（1997年、テレビ朝日）
- 月曜ドラマスペシャル『早乙女千春の添乗報告書 萩・津和野湯けむりツアー殺人事件』（1997年、TBS）
- 土曜ワイド劇場『美人エステティシャン殺し』（1997年、テレビ朝日）

### バラエティ番組
- ミックスパイください（中部日本放送）- アシスタント（金曜日担当）
- ビートたけしのつくり方（1993年、フジテレビ）
- タモリのネタでNIGHTフィーバー!（1997年、フジテレビ）

### 映画
- 白鳥麗子でございます!（1995年）東映
- 霧の子午線（1996年）東映
- 樹の上の草魚（1997年）東映

### オリジナルビデオ
- 凶銃・戻り道はない（1997年）- あけみ

### CM
- 日清製油 『日清サラダ油』（1994年）
- ケンタッキーフライドチキン『あの人もスノーマン』篇（2005年）

### DVD
- その時…上島が動いた（ナレーター）（2007年）